# Jammah Tammah
Jammah Tammah is een Nederlandse ska-band uit Groningen die bestond van 1991 tot 2003.

## Oorsprong
Jammah Tammah werd in 1991 opgericht door zanger Eddy (Piepke-Speedy-Mousie) Huizing, voormalig voorman van punkband de Boegies, en toetsenist/componist Thuur Caris. Het eerste optreden onder de naam “Jammah Tammah” was in september 1991 in de Oosterpoort (nu SPOT) te Groningen. Naast Eddy Huizing als zanger en Thuur Caris als toetsenist stonden Frans de Boer op gitaar, Janfie van Strien op sax, en maakte Caris gebruik van een Atari ST als ritme sectie.
De samenwerking was in eerste instantie door Huizing en Caris bedoeld als gelegenheidsproject om Jamaicaanse ska, rocksteady in combinatie met Europese polka en punk te verkennen. Huizing was een ervaren podiumdier en schreef absurde, semi-dadaïstische, teksten. Deze teksten werden door Caris verwerkt tot dansbare 'skapunknummers'. Hun concept van 'Piepke-gekte op Koper-dans-muziek' legde de basis voor het Jammah Tammah waarin tientallen Groninger muzikanten zich hebben kunnen uitleven.

## Vroege ontwikkeling 1991-1998
Steunend op de nationale reputatie van Huizing als voorman van de Boegies, werd in juli 1991 de act in eerste instantie aangekondigd als "Speedy en Band". Bij Buro Gogo, het voormalig management van de Boegies, werd vaak navraag gedaan naar een mogelijke nieuwe band van Huizing, en nadat bekend werd dat hij het podium weer had bestegen kwamen al snel vele verzoeken voor boeking binnen. Jammah Tammah werd zodoende een blijvende formatie. De door Caris bedachte bandnaam is Stadjer Gronings voor "Ja maar, toe maar", en in korte tijd schreven Huizing en Caris een groot aantal nummers in dezelfde tongval die nog tot op de derde CD terug te vinden zijn.
Saxofonist Janfie van Strien leidde de steeds verder uitdijende blaassectie. Naast Hans Sulman op sax werd deze aangevuld met een grote schare blazers, waaronder Arno Bakker, Johannes Elzinga, Peter Bulthuis, Marcel Aartsen, en (later) DJ Heinstra, Henk Visser, Obed Brinkman, Joop van der Linden en Tigran Mantsoer. Tegelijkertijd werd de Atari vervangen door een ritmesectie bestaande uit Kees van der Lei op bas en Adam Wachters en (later) Erik Poort op drums. In totaal hebben 8 gitaristen bij Jammah Tammah gespeeld. Met gitariste Wil Schmal werden de eerste 2 CD's opgenomen. Nadat Arno Bakker het management op zich had genomen en illustrator Willem Kolvoort (Snorkel) als vormgever was aangetrokken, kreeg de band een degelijke organisatie en een eigen imago. De vormgeving van Kolvoort sloot perfect aan op de absurde teksten op blaasmuziek. Jammah Tammah ging ook steeds meer oorspronkelijk Jamaicaans werk spelen van vroege ska bands zoals de Skatalites. Daarmee kreeg de ska/punkband uit Groningen, steeds meer trekjes van een big band.
De vliegende start en exponentiële groei van de band leidde tot veel experiment en chaos op het podium. Maar nog binnen één jaar stond de band op Noorderslag editie 1992. Dat zelfde jaar begon de band door heel Nederland op te treden waar ze konden rekenen op de fan base die Huizing en zijn voormalige band de Boegies in de voorgaande jaren hadden opgebouwd. In de beginjaren lag de nadruk op de vrolijke presentatie van Huizing, maar bij het uitkomen van de eerste CD had de band een goede balans weten te vinden tussen de eerder genoemde gekte van Huizing en de bigband met punkattitude. De cd's uit deze periode zijn Dizzy, Skbang, the name is Tammah en Easy Skankin'. Op de laatste cd werd een gedicht van Groninger stadsdichter Bart FM Droog opgenomen. (Stoomdroom).
Jammah Tammah heeft langdurig gefunctioneerd als een semi-socialistisch collectief. Er was inspraak, er waren discussies en wrijvingen, maar de muziek hield het veelkleurige gezelschap jarenlang draaiend. Goed voorbeeld van commitment is het JammahTammahTientje, de uitbetaling per muzikant per optreden. Als er meer werd verdiend werd er gespaard voor geluidsopnamen, promotie uitingen en andere randvoorwaarden voor een bloeiend orkest.

## Latere ontwikkeling 1998-2003
Na Thuur Caris (in 1996) vertrok in 1998 ook Arno Bakker. Zijn management werkzaamheden werden overgenomen door DJ Heinstra, die dat zou blijven doen tot het vertrek van zanger Eddy Huizing. Daarnaast was hij een vaste invalkracht voor de steeds drukker bezette saxofonisten Sulman en Van Strien.
Veel van de leden waren bij het uitkomen van de eerste cd nog student aan het conservatorium (zoals Janfie van Strien, Obed Brinkman, Tigran Mansour en Wil Schmal) en, zoals ze later zelf zouden zeggen, het was nog "aftellen en naar de overkant rennen". Snelle en vrolijke, maar chaotische ska-muziek dus. Huizing bepaalde het karakteristieke geluid van de band met zijn schelle stemgeluid en zijn teksten in het Gronings, Nederlands, Engels en Spaans (de laatste drie met duidelijk Gronings accent).
Na 2000 werd Jammah Tammah serieuzer. De conservatoriumstudenten waren afgestudeerd en het spel werd professioneler. Meer invloeden uit klezmer, reggae, rap, Cubaanse en Afrikaanse muziek zijn merkbaar. Het accent verschoof van voorman Piepke naar de begeleidingsband en nieuwe leden werden toegevoegd, zoals de rapper / zanger Job Chajes, de percussionisten Choco Ramírez en Moussé Pathé M'Baye en zangeres CT Heida. De in eigen beheer uitgebrachte cd's uit deze periode zijn Gone mad en U-turn. Tien jaar na oprichting bleek het spontane initiatief van Huizing en Caris uit te zijn gegroeid tot een alternatief showorkest dat een gewild podium vormde voor talloze muzikale talenten uit de stad Groningen.

## Andere projecten en initiatieven 2003-heden
Met het vertrek van Huizing werd de explosieve Jammah Tammah cocktail van Piepke-gekte en koper-flex weer gesplitst. Verschillende zangers waaronder Jurgen Veenstra (o.a. Moonlizards, The Black Hills, Avery Plains) traden in zijn voetspoor. Enkele groepsleden (onder wie Eddy Huizing) startten een nieuwe ska-formatie, genaamd ADHD Spietmobiel. Uit de grote pool van tientallen muzikanten die in de loop van jaren aan Jammah Tammah bijdroegen ontstonden vele bands die voortborduurden op de kenmerkende sound van de Jammah Tammah 'koperdansmuziek'.
De bekendste sidekick was "Blow to Skaville". En een aantal leden van Jammah Tammah speelden in 2010 onder de naam "Chuck Stars" onder andere op het Gideonfestival en het Noorderzon Festival. De line up van deze band bestond uit: Eric Poort, Hans Sulmann, Tigran Mansour, Peter Millenaar, Remko Wind, Janfie Van Strien, Obed Brinkman, Manuel Remerie, Jurgen Veenstra en CT Heida. 
Sulmann, Bakker en van Strien zijn vanaf 2012 t/m 2019 gezamenlijk actief geweest in de Amsterdamse band Maison du Malheur.
In januari 2023 zijn een aantal bandleden van Jammah Tammah bijeen gekomen voor een spontane sessie. De aanleiding hiervoor was een reünie feest voor "de bunker" een voormalig project van Chris Garrit. Het succes van deze sessie heeft hen doen besluiten om een doorstart te maken onder de bandnaam Jammah Tammah met toevoeging "groove express". De band bestaat enkel uit originele bandleden, de zang wordt waargenomen door Chris Garrit, Remko Wind en Hans Sulmann. CT Heida vervult een gastrol.

## Mijlpalen
In 1991 werd Jammah Tammah door Huizing en Caris opgericht
In 1994 kwam het eerste album Dizzy uit op Top Hole Records
In 1996 besloot Caris de band te verlaten. “Easy Skankin’”, Jammah Tammah’s laatste CD op het Top Hole label, bestaat nog grotendeels uit composities van Caris maar hij speelt zelf niet meer mee.
In 1998 maakte Kolvoort voor "Cuty Snotty" de laatste illustraties voor Jammah Tammah
In 2003 werd Eddy Huizing uit de band gezet onder meer vanwege verschil in muzikale inzichten. Er is ongeveer nog een jaar aan nieuw repertoire gewerkt maar er volgde geen nieuw album en datzelfde jaar werd de band opgeheven. De website www.jammahtammah.nl is nog enkele jaren online geweest.
In 2008 is de Vereniging Jammah Tammah officieel opgeheven.

## Discografie[4]

### Dizzy[5](1994)
Arno Bakker: Trombone, Case van der Lei: Bas, Eddy Huizing: zang, Erik Poort: Drums, Hans Sulman: Sax, Janfie van Strien: Sax, Obed Brinkman: Trombone, Peter Bulthuis: Trompet, Tigran Mansoer: Trompet, Thuur Caris: Toetsen, Wil Schmal: Gitaar
1. Dizzy
2. Ik bin 'n jongen
3. Music is my occupation
4. Let's play
5. Mien vieze dikke hond
6. Polka pech
7. Onland

Tekst en muziek: E. Huizing & T. Caris  behalve "Music is my occupation": D. Drummond*, T. McCook*

### Skbang, the name is Tammah[6](1996)
Arno Bakker: Trombone, Case van der Lei: Bas, Eddy Huizing: zang, Erik Poort: Drums, Hans Sulman: Sax, Janfie van Strien: Sax, Joop Douma: Accordeon, Obed Brinkman: Trombone, Peter Bulthuis: Trompet, Tigran Mansoer: Trompet, Thuur Caris: Toetsen, Wil Schmal: Gitaar
1. Interactieve CD-Rom, met spelletjes een videoclip
2. Viva el sol
3. De Parade
4. Papagaaieziekte
5. Beautiful summertimes
6. Mexico Sjitty
7. No no a las corridas
8. From Russia with love

Tekst en muziek: E. Huizing & T. Caris behalve "Papagaaienziekte": T. Caris & J. van Strien en "From Russia with love": L Bart

### Easy skankin'[7](1997)
1. Meedoen
2. Zigeunerpunker
3. Dr. Liverstone
4. Pigeondrops
5. Al Capone guns
6. Witte wiven
7. Where's the sun
8. Aquí la música
9. Stoomdroom
10. Determination
11. Kicks of red
12. Trouble in May

### Gone mad[8](2000)
1. Gone mad
2. Frankenstein
3. Cuty snotty
4. Slowbone
5. Schokkers
6. Guns
7. Hank the car
8. Liquor war
9. Slowdown injection
10. Riddim have you gone mad
11. Slowbone dub

### U-turn (2002)
1. Payback
2. Can we
3. Drugs 'r' bad
4. Kop van Jut
5. Lookaround Song
6. Do it
7. Omaloor
8. Whatever happens
9. Haya Dub
10. Mambo City